# Замок Гнандштайн
Замок Гнандштайн (нем. Burg Gnandstein) — средневековый замок, расположенный в деревне Гнандштайн на территории немецкого города Фробург в федеральной земле Саксония. Расположенный на сложенной из порфирита скале в долине реки Вира, он считается наиболее полно сохранившимся романским замком Саксонии.
Замок Гнандштайн был заложен, скорее всего, в начале XIII века, и первоначально представлял собой жилую башню, обнесённую стеной. К этому же времени относится и глубокий прорубленный в скальной породе 25-метровый колодец. Согласно дендрохронологическим данным, в 1225—1230 годах было выстроено массивное трёхэтажное жилое здание — палас, в XIV веке надстроенный до четырёх этажей. После возведения дополнительных оборонительных стен и цвингера, в середине XIII века в замковом дворе была построена круглая в основании главная башня — бергфрид, призванный служить не только последним прибежищем на случай опасности, но и, по всей видимости, использовавшийся как жилая постройка.
С 1228 года Гнандштайн принадлежал дворянскому роду фон Шладебах (нем. von Schladebach ), члены которого занимали высокие должности при дворе майсенских курфюрствов. В конце XIV века замок вместе с наследственным маршальским титулом перешёл во владение рода фон Айнзидель (нем. Einsiedel), во владении которого он оставался вплоть до земельной реформы и национализации 1945 года.
При новых владельцах Гнандштайн приобрёл свой современный облик: была застроена территория так называемого Нижнего замка, прежде просто обнесённая стеной. Так, в XV веке было возведено трёхэтажное здание южного флюгеля, перенявшее жилые и репрезентативные функции. Примерно в это же время была усилена оборонительная составляющая замка, и появились нынешние внешние ворота. Около 1500 года, в пространстве между двумя оборонительными стенами был построен северный флюгель, в котором разместилась замковая капелла с её тремя резными алтарями работы мастерской Петера Бройера (нем. Peter Breuer, 1472—1541). В 1530—х годах фон Айнзидели перешли в лютеранство, что предотвратило дальнейшие перестройки домовой церкви, так что она практически полностью сохранилась в своём первоначальном позднеготическом облике.
В XVIII веке ряд внутренних помещений и выходящие во внутренний двор замка фасады были перестроены в барочном стиле, при этом средневековые деревянные галереи были заменены каменными полукруглыми аркадами.
Последний частный владелец Гнандштайна Ганс фон Айнзидель (нем. Hanns von Einsiedel, 1878—1958) основал в замке небольшой краеведческий музей, и открыл замковую часовню для посещений.
С 1992 года замок Гнандштайн находится под управлением Государственных дворцов, замков и парков Саксонии, в 1994—2004 годах проведших масштабную реставрацию замкового комплекса и приспособивших его для современного музейного использования.